# Рулювання

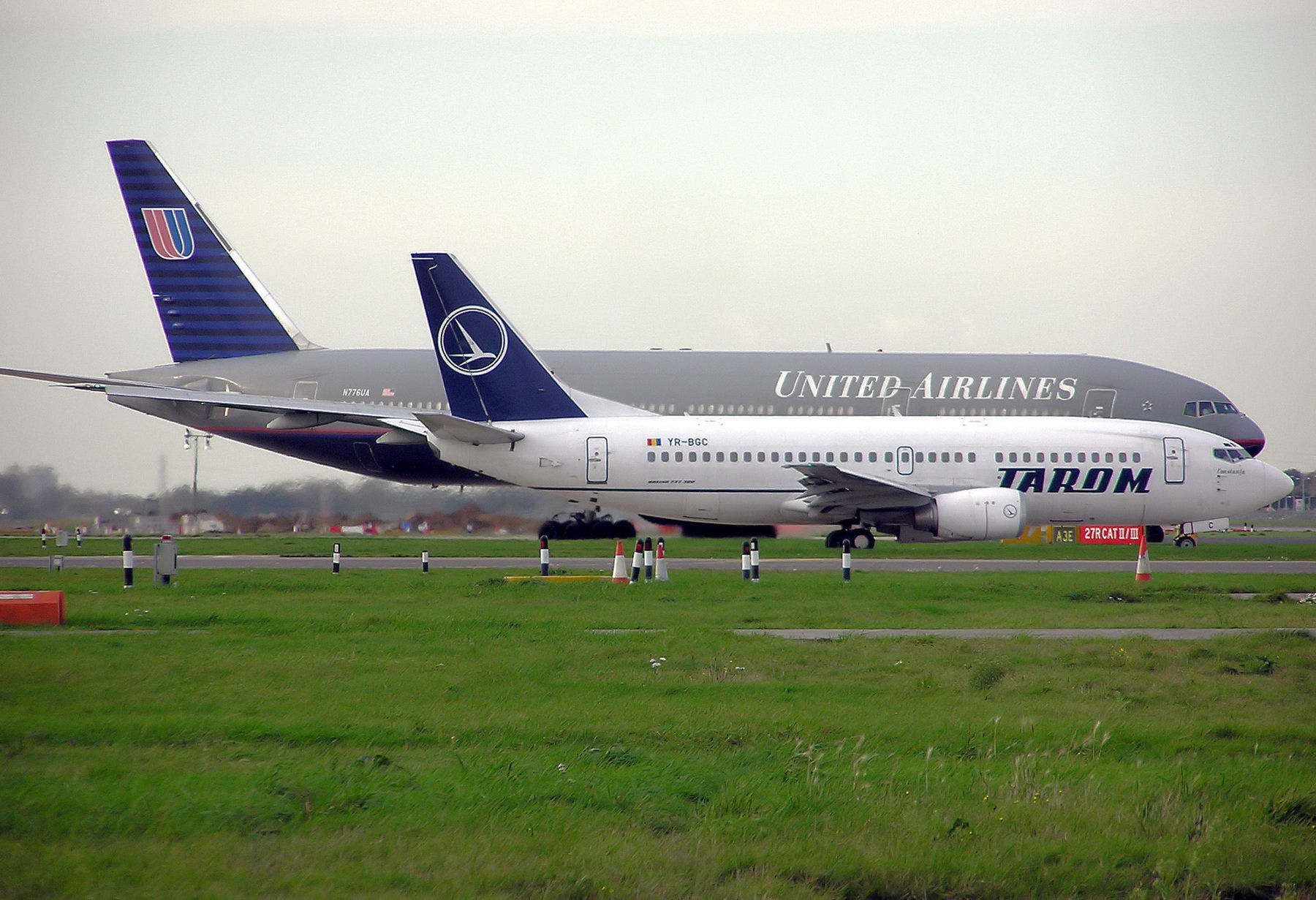
Боїнг-737-300 авіакомпанії TAROM та Боїнг-777-200 United Airlines вирулюють разом в аеропорті Хітроу.

Рулюва́ння — термін, що стосується руху повітряного судна по землі.

Руління — переміщення повітряного судна по поверхні льотного поля аеродрому за рахунок власної тяги двигуна(ів) (гвинтів), крім етапів виконання зльоту та посадки.

Рулювання на аеродромі зазвичай проходить на швидкості, яку визначає «Посібник з льотної експлуатації (КЛЕ) повітряного судна (ПС)». Рулювання може здійснюватися як візуально, так і автоматично.
На аеродромі існують спеціальні засоби візуальної комунікації, такі як спеціальна розмітка, покажчики з позначеннями місць стоянок (МС), рульових доріжок (РД), магістральних РД (МРД), перонів, злітно-посадкових смуг (ЗПС), зон з обмеженим рухом.
Крім того існує візуальна система, що дозволяє пілотові найточніше підрулити до телескопічного трапа. Також, зарулювання ПС на стоянку може здійснюватися за допомоги особи, яка зустрічає, вказує напрям і дистанцію, що залишилася, для максимально точного зарулювання, або за допомоги буксирування.
Управління повітряними суднами на льотному полі здійснює Диспетчерський Пункт Рулювання (ДПР). Радіопозивний ДПР як правило: <Назва аеродрому>-Рулювання. Наприклад: 
«Бориспіль-рулювання, 65113, Мінськ 10100, інформація БРАВО, дозвольте буксирування і запуск.»